# Sant Elm
Sant Elm, en catalan (San Telmo en espagnol) est une localité (pedanía (es)) de la commune d'Andratx sur l'île de Majorque dans les îles Baléares.

## Géographie
L'île de Sa Dragonera, et son parc naturel, est rattachée à la municipalité.

vue panoramique de Sant Elm

## Histoire
Elle est ainsi nommée d'après l'un des saints Elme .

## Administration
Sant Elm est l'un des six noyaux de population de la commune.

## Économie
C'est une destination touristique fréquentée. Quelques scènes du film Un petit boulot avec Romain Duris ont été tournées à Sant Elm.